# Макаренко, Антон Андреевич
Антон Андреевич Макаренко (род. 7 декабря 1991 года, Талдыкорган) — российский и казахстанский регбист, замок клуба «Енисей-СТМ» и сборной России по регби.

## Биография
Регби начал заниматься в СДЮШОР № 1,Талдыкорган, Казахстан. Поступив в ЖГУ продолжил занятия регби. Параллельно учёбе выступал за команду «Олимп». В её составе становится неоднократным чемпионом страны. В 2020 году перешёл в российскую команду «Булава», г. Таганрог.
Летом 2020 перешел в состав Енисея-СТМ, с которым стал чемпионом и обладателем Кубка России.

## Карьера в сборных
Выступал за сборную Казахстана по регби. В 2018 выиграл чемпионата Азии по регби (2 ярус). В составе семёрочников неоднократно выигрывал различные турниры. С января 2022 года начал выступление в составе сборной России по регби.

## Статистика матчей
Всего отыграл 48 матчей, 45 очков
В составе "Енисей-СТМ" 35 матчей, 25 очков
- Чемпионат России: 41 матч, 45 очков
- Кубок России: 5 матчей
- Еврокубки: 2 матча
- Сборная России: 2 матча

## Достижения
- Чемпион России — 2020/21, 2021/22
- Обладатель Кубка России — 2021, 2022
- Обладатель Кубка Николаева - 2021, 2022
- Чемпион Казахстана[5]
- Победитель 2 яруса Чемпионата Азии 2018[5]